# تود بيري (لاعب كرة قدم أمريكية)
تود بيري (بالإنجليزية: Todd Perry)‏ هو لاعب كرة قدم أمريكية أمريكي، ولد في 28 نوفمبر 1970 في إليزابيثتاون في الولايات المتحدة.

## وصلات خارجية
- تود بيري على موقع مرجع كرة القدم المحترفة.كوم (الإنجليزية)